# 崖山の戦い
- 崖山の戦い
- 厓山の戦い

崖山の戦い（がいざんのたたかい）は、1279年3月19日（至元16年2月6日）に中国大陸の広州湾で、元の軍勢が南宋の海軍を破った戦いである。この戦いで南宋は敗北、最後の皇帝趙昺は宰相陸秀夫とともに入水し、名実ともに南宋は滅亡した。

## 前史
南宋が防衛拠点の襄陽をめぐる襄陽・樊城の戦い（1268年 - 1273年）に敗れると、クビライ率いる元は1276年に南宋の首都の臨安を落とし、南宋皇帝の恭帝は降伏した。これで、南宋は滅亡した。
しかし陸秀夫・文天祥・張世傑・陳宜中など、一部の南宋の遺臣たちは、臨安陥落と同時期に南宋の皇子（恭帝の兄弟）を皇帝に奉戴し、元に対する抵抗運動を続けた。元軍はそれを破っていく一方で、泉州の実力者で海上交易で富を蓄えた蒲寿庚を取り込むなど、華南地域を支配下に置いていった。左丞相の陳宜中は自分は状況を知るために先駆するが、端宗を連れてチャンパ王国（現在のベトナムの中部）に行くことを提案した。その後、端宗と弟の祥興帝は何回も呼び戻したが、陳宜中は戻って来なかった。

## 戦い
次第に江南から広東へと追い詰められた南宋軍は、船団で海上を漂流しながら抵抗を続け、新会県周辺にある、崖山という当時何もなかった島に砦と行宮を構築し、徹底抗戦の構えを見せた。一方、元軍は蒲寿庚から船舶や熟練の水夫の提供を受けており、不慣れな海上でも旧南宋艦隊を追跡し、戦いを有利に進めていった。元側の記録によると、南宋艦隊は1000隻の大型船をがっちりと繋ぎ合わせ、防火のため船体外装に泥を塗り、敵が近づけないよう長い木材を縛り付けて防御網とし、油を注いで火攻めを図る元軍を破ったという。
しかし1279年2月半ば、長い消耗戦に疲れ切った南宋軍は敗走した。やがて絶望した家臣や幹部たちが次々と入水していく中、陸秀夫は幼帝趙昺に『大学』の講義を船内でしていた。しかし2月6日の昼過ぎ頃には敗北を悟り、皇帝を抱いて入水した。これをきっかけに戦闘は終結し、元軍の勝利が確定した。

## その後
崖山から脱出した張世傑は、再起を図るためチャンパ王国へ向かう途中、嵐に遭って船が転覆し、溺死した（1279年）。陸上で抵抗運動をしていた文天祥は、この戦い以前の1278年に元に捕縛され、大都（現在の北京）に護送された。元朝では優れた文人である彼を登用するために説得を繰り返したが、彼は頑なに拒否し続け、獄中で『正気の歌』を詠みつつ1283年に刑死した。
元軍に協力した蒲寿庚は、この戦いの後に要職に抜擢されると泉州を国際貿易港として発展させ、弘安の役では大船団の造船にも力を発揮した。

## 備考
- 田中芳樹の小説『海嘯』でこの戦いを取り上げている。
- 宇月原晴明の小説『安徳天皇漂海記』の第二部で、安徳天皇と趙昺のやり取りをマルコ・ポーロの視点で取り上げている。